# Milagros Frías
Milagros Frías Albalá (Jerez de los Caballeros, 1955) es una escritora, crítica literaria y editora española.

## Biografía
Nació en la localidad pacense de Jerez de los Caballeros en 1955.
Ha publicado entre otras, las novelas: La sal de la vida (1999), Ars Amandi  (2000), Paisajes de invierno (2003), La alambrada de Levi (2006), El verano de la nutria (2010) y Amor en un campo de minas (2013).
Ha sido acreedora del Premio de Narrativa Torrente Ballesteren 2009.
En noviembre de 2017, ganó el Premio Logroño de Novela, por El corazón de la lluvia.

## Obras
- La sal de la vida (Espasa Calpe, 1999).
- Ars Amandi  (Espasa Calpe, 2000).
- Paisajes de invierno (Alianza Editorial, 2003).
- La alambrada de Levi (Lengua de Trapo, 2006).
- El verano de la nutria (Algaida, 2010).
- Amor en un campo de minas (Algaida, 2013).
- El corazón de la lluvia (Algaida, 2018).

Libros colectivos
- Relato L’ Ennui – Colección La Casa Ciega (Editorial Edaf, 2005).
- Sobre raíles (Imagine, 2004).
- Suiza y la Migración (Imagine, 2005).
- Traslatio literaria (Imagine, 2007).
- Shukran. Espectros, zombis y otros enamorados (Imagine, 2013).
- Piedad y deseo. Otros hijos de la media noche (Imagine, 2014).